# 顺化镇
顺化镇，是中华人民共和国甘肃省张掖市民乐县下辖的一个乡镇级行政单位。

## 行政区划
顺化镇下辖以下地区：
顺化村、青松村、土城村、油房村、列四坝村、旧堡村、曹营村、张宋村、宗家寨村、上天乐村、新天乐村、下天乐村和松树村。